# Старый Яр
Старый Яр (укр. Старий Яр) — село в Яворовской городской общине Яворовского района Львовской области Украины.
Население по переписи 2001 года составляло 1331 человек. Занимает площадь 1,38 км². Почтовый индекс — 81023. Телефонный код — 3259.